# Núszír Mázráví
Núszír Mázráví (arabúl: نصير مزراوي; Leiderdorp, 1997. november 14. –) holland születésű marokkói válogatott labdarúgó, hátvéd. A Premier League-ben szereplő Manchester United játékosa.

## Pályafutása

### Klubcsapatokban

#### Ajax
Mázráví 2006-ban csatlakozott a fővárosi együtteshez, amellyel végigjárta az összes korosztályos csapatokat.
A 2016/17-es idény első fordulójában nevezték a Jong Ajax csapatába az FC Emmen ellen. A következő héten augusztus 12-én debütált az Almere City elleni 4–1-re nyert idegenbeli holland másodosztályú bajnokin. Az utolsó négy percre kapott lehetőséget.
December 16-án szerezte első gólját a Helmond Sport elleni 1–4-s idegenbeli mérkőzésén.

##### A felnőtt csapatban
2017. december 14-én Marcel Keizer nevezte első alkalommal a csapatba az Excelsior ellen.
2018. február 4-én mutatkozott be a NAC Breda elleni 3–1-s hazain a 2017/18-as bajnokság 21. fordulójában.
2018. július 25-én lépett pályára Ajax színeiben először nemzetközi  mérkőzésén a BL selejtezőben a Sturm Graz ellen. Ezen asszisztot is jegyzett. Szeptember 19-én játszotta hivatalos nemzetközi mérkőzését az AÉK Athén elleni 3–0-ra nyert csoportköri találkozón. December 16-án egy 8–0-s kiütéses bajnokin a De Graafschap ellen szerezte meg karrierje első gólját a csapatban. A második találatnál volt eredményes a 25. percben, majd nyolc perccel később gólpasszt jegyzett Hakím Zíjes-nek.
2019. április 13-án játszotta 50. mérkőzését az Ajax színében, hazai környezetben az Excelsior elleni 6–2-s mérkőzésén. 2021. április 25-én lépett pályára 100. alkalommal a csapat színeiben az AZ elleni hazai 2–0-s bajnokin a 2020/21-es idényben. 2022. január 23-án győztes gólt szerzett a PSV Eindhoven elleni 1–2-s idegenbeli bajnokin. Ezzel megszerezte 10., végül utolsó gólját az együttesben.
Mázráví három bajnoki címet, két kupa győzelmet, és egy szuperkupa győzelmet szerzett a holland sztárcsapattal.

#### Bayern München
2022. május 24-én ingyen szerződött a bajor együtteshez, amellyel 2026-ig állapodtak meg. A transzfer júliustól él.
Július 30-án az RB Leipzig elleni 5–3-ra nyert idegenbeli DFL-Supercupa mérkőzésen debütált hivatalosan a csapatban, a második félidő 78. percében Benjamin Pavard-ot váltva.
Augusztus 5-én lépett pályára első alkalommal Bundesliga mérkőzésen az Eintracht Frankfurt elleni 6–1-re nyert idegenbeli bajnokin.
2023. május 13-án klub színeiben 19. mérkőzésén szerezte első találatát, a Schalke 04 ellen 6–0-ra megnyert bajnoki utolsó perceiben.

#### Manchester United
2024. augusztus 13-án négyéves szerződést írt alá Manchester United csapatával.
Augusztus 16-án debütált, a 2024–2025-ös bajnokság első fordulójában megrendezett Fulham elleni hazai 1–0-ás győztes találkozón.

### A válogatottban
2018. szeptember 8-án debütált Hervé Renard irányítás alatt, a Malawi elleni Afrikai nemzetek kupája selejtező mérkőzésén. A 3–0-ra nyert találkozón csereként érkezett Nabil Dirar helyére a 73. percben.
Első gólját Burundi ellen szerezte a mérkőzés 26. percében az Afrikai nemzetek kupája selejtezőjében. 2019. november 19-én.
2022. november 10-én Valíd Regragui szövetségi kapitány nevezte a csapat 26-fős keretébe a 2022-es katari világbajnokságra.
Az első világbajnoki mérkőzését november 23-án játszotta Horvátország ellen.

## Statisztika

### Klubcsapatokban
2025. április 10-i állapot szerint.
| Klub              | Szezon           | Bajnokság        | Bajnokság | Bajnokság | Kupa  | Kupa  | Ligakupa | Ligakupa | Nemzetközi | Nemzetközi | Egyéb | Egyéb | Összes | Összes |
| Klub              | Szezon           | Liga             | Mérk.     | Gólok     | Mérk. | Gólok | Mérk.    | Gólok    | Mérk.      | Gólok      | Mérk. | Gólok | Mérk.  | Gólok  |
| ----------------- | ---------------- | ---------------- | --------- | --------- | ----- | ----- | -------- | -------- | ---------- | ---------- | ----- | ----- | ------ | ------ |
| Jong Ajax         | 2016–2017        | Eerste Divisie   | 33        | 6         | —     | —     | —        | —        | —          | —          | —     | —     | 33     | 6      |
| Jong Ajax         | 2017–2018        | Eerste Divisie   | 22        | 6         | —     | —     | —        | —        | —          | —          | —     | —     | 22     | 6      |
| Jong Ajax         | 2019–2020        | Eerste Divisie   | 1         | 0         | —     | —     | —        | —        | —          | —          | —     | —     | 1      | 0      |
| Jong Ajax         | Összesen         | Összesen         | 56        | 12        | —     | —     | —        | —        | —          | —          | —     | —     | 56     | 12     |
| Ajax              | 2017–2018        | Eredivisie       | 8         | 0         | 0     | 0     | —        | —        | 0          | 0          | —     | —     | 8      | 0      |
| Ajax              | 2018–2019        | Eredivisie       | 28        | 1         | 3     | 1     | —        | —        | 17         | 2          | —     | —     | 48     | 4      |
| Ajax              | 2019–2020        | Eredivisie       | 13        | 0         | 1     | 0     | —        | —        | 6          | 0          | 0     | 0     | 20     | 0      |
| Ajax              | 2020–2021        | Eredivisie       | 19        | 0         | 1     | 0     | —        | —        | 6          | 1          | —     | —     | 26     | 1      |
| Ajax              | 2021–2022        | Eredivisie       | 25        | 5         | 1     | 0     | —        | —        | 8          | 0          | 1     | 0     | 35     | 5      |
| Ajax              | Összesen         | Összesen         | 93        | 6         | 6     | 1     | —        | —        | 37         | 3          | 1     | 0     | 137    | 10     |
| Bayern München    | 2022–2023        | Bundesliga       | 19        | 1         | 1     | 0     | —        | —        | 5          | 0          | 1     | 0     | 26     | 1      |
| Bayern München    | 2023–2024        | Bundesliga       | 19        | 0         | 1     | 0     | —        | —        | 8          | 0          | 1     | 0     | 29     | 0      |
| Bayern München    | Összesen         | Összesen         | 38        | 1         | 2     | 0     | —        | —        | 13         | 0          | 2     | 0     | 55     | 1      |
| Manchester United | 2024–2025        | Premier League   | 31        | 0         | 3     | 0     | 3        | 0        | 10         | 0          | —     | —     | 47     | 0      |
| Karrier összesen  | Karrier összesen | Karrier összesen | 218       | 19        | 11    | 1     | 3        | 0        | 60         | 3          | 3     | 0     | 295    | 23     |

1. 1 2 3 4 5 6  Pályára lépések az UEFA-bajnokok ligájában
2. 1 2  Pályára lépések a holland szuperkupában
3. 1 2  Pályára lépések a német szuperkupában
4. ↑  Pályára lépések az Európa-ligában

### A válogatottban
2025. március 25-i adatok alapján.
| Válogatott | Év       | Pályára lépés | Gól |
| ---------- | -------- | ------------- | --- |
| Marokkó    | 2018     | 3             | 0   |
| Marokkó    | 2019     | 7             | 1   |
| Marokkó    | 2020     | 2             | 1   |
| Marokkó    | 2022     | 8             | 0   |
| Marokkó    | 2023     | 7             | 0   |
| Marokkó    | 2024     | 4             | 0   |
| Marokkó    | 2025     | 2             | 0   |
| Összesen   | Összesen | 33            | 2   |

#### Góljai a válogatottban
| # | Időpont            | Helyszín                              | Ellenfél  | Gólok | Eredmény | Kiírás                                    |
| - | ------------------ | ------------------------------------- | --------- | ----- | -------- | ----------------------------------------- |
| 1 | 2019. november 19. | Intwari Stadion, Bujumbara, Burundi   | Burundi   | 1–0   | 3–0      | 2021-es afrikai nemzetek kupája-selejtező |
| 2 | 2020. október 13.  | Stade Moulay Abdallah, Rabat, Marokkó | Kongói DK | 1–0   | 1–1      | Barátságos mérkőzés                       |

## Sikerei, díjai
- AFC Ajax
  - Eredivisie (3×): 2018–19, 2020–21, 2021–22
  - Holland Kupa (2×): 2018-19, 2020-21
  - Holland szuperkupa (1×): 2019
- Bayern München
  - DFL-Supercup (1×): 2022
  - Bundesliga: 2022/23